# Fabrizio Ambrassa
Fabrizio Ambrassa, (nacido el 15 de abril de 1969 en Savigliano, Italia) es un exjugador y entrenador de baloncesto italiano. Con 1.97 metros de estatura, jugaba en la posición de escolta. Actualmente es asistente en la selección italiana.

## Trayectoria
- Olimpia Milano (1987-1988)
- Basket Rimini (1988-1990)
- Olimpia Milano (1990-1994)
- Pallacanestro Virtus Roma (1994-1995)
- Pallacanestro Treviso (1995-1996)
- Pallacanestro Virtus Roma (1996-2000)
- Andrea Costa Imola (2000-2001)
- Virtus Pallacanestro Bologna (2001)
- Andrea Costa Imola (2001-2002)
- Club Baloncesto Lucentum Alicante (2002)
- Aironi Novara (2002-2003)
- Titano San Marino (2004-2005)
- Faenza/Castrocaro (2006)

## Palmarés
- LEGA: 3

Olimpia Milano: 1987, 1988
Virtus Pallacanestro Bologna: 2001
- Copa de Italia: 2

Olimpia Milano: 1986-1987
Virtus Bologna: 2001
Euroliga: 3
Olimpia Milano: 1987, 1988
Virtus Pallacanestro Bologna: 2001
- Copa Korać: 1

Olimpia Milano: 1992-1993
- Copa Intercontinental: 1

Olimpia Milano: 1987